# Brian Blessed
Brian Blessed (uttal ˈblɛsɪd), född 9 oktober 1936 i Mexborough, South Yorkshire, är en brittisk skådespelare. Blessed har medverkat i en rad långfilmer och TV-serier. Han är sedan sin barndom vän med skådespelaren Patrick Stewart.

## Filmografi (i urval)
- 1976 – Jag, Claudius (TV-serie) (TV; i rollen som Augustus)
- 1980 – Blixt Gordon
- 1983 – The Black Adder (TV-serie) (TV; i rollen som kung Richard IV av England)
- 1988 – Krig och hågkomst (TV-serie)
- 1989 – Henrik V
- 1991 – Robin Hood: Prince of Thieves
- 1992 – Exam Conditions (TV-film)
- 1993 – Mycket väsen för ingenting
- 1994 – MacGyver: Lost Treasure of Atlantis (TV-film)
- 1995 – Katharina den stora (TV-film)
- 1997 – Tom Jones (TV-serie)
- 1999 – Tarzan (röst)
- 1999 – Star Wars: Episod I - Det mörka hotet
- 2004 – Alexander
- 2012 – Piraterna! (röst)